# ليونيل موريرا
ليونيل موريرا (بالإسبانية: Leonel Moreira)‏ (و. 1990  م) هو لاعب كرة قدم، من كوستاريكا، شارك في كأس العالم لكرة القدم 2018، يلعب كحارس مرمى.

## روابط خارجية
- ليونيل موريرا على موقع الاتحاد الدولي (مؤرشف)  (الإنجليزية)
- ليونيل موريرا على موقع إي إس بي إن إف سي (الإنجليزية)
- ليونيل موريرا على موقع قاعدة بيانات كرة القدم.إي يو (الإنجليزية)
- ليونيل موريرا على موقع ناشيونال فوتبول تيمز (الإنجليزية)
- ليونيل موريرا على موقع Soccerway.com (الإنجليزية)
- ليونيل موريرا على موقع عالم كرة القدم.نت (الإنجليزية)
- ليونيل موريرا على موقع AS.com (الإسبانية)